# Lustiga Huset

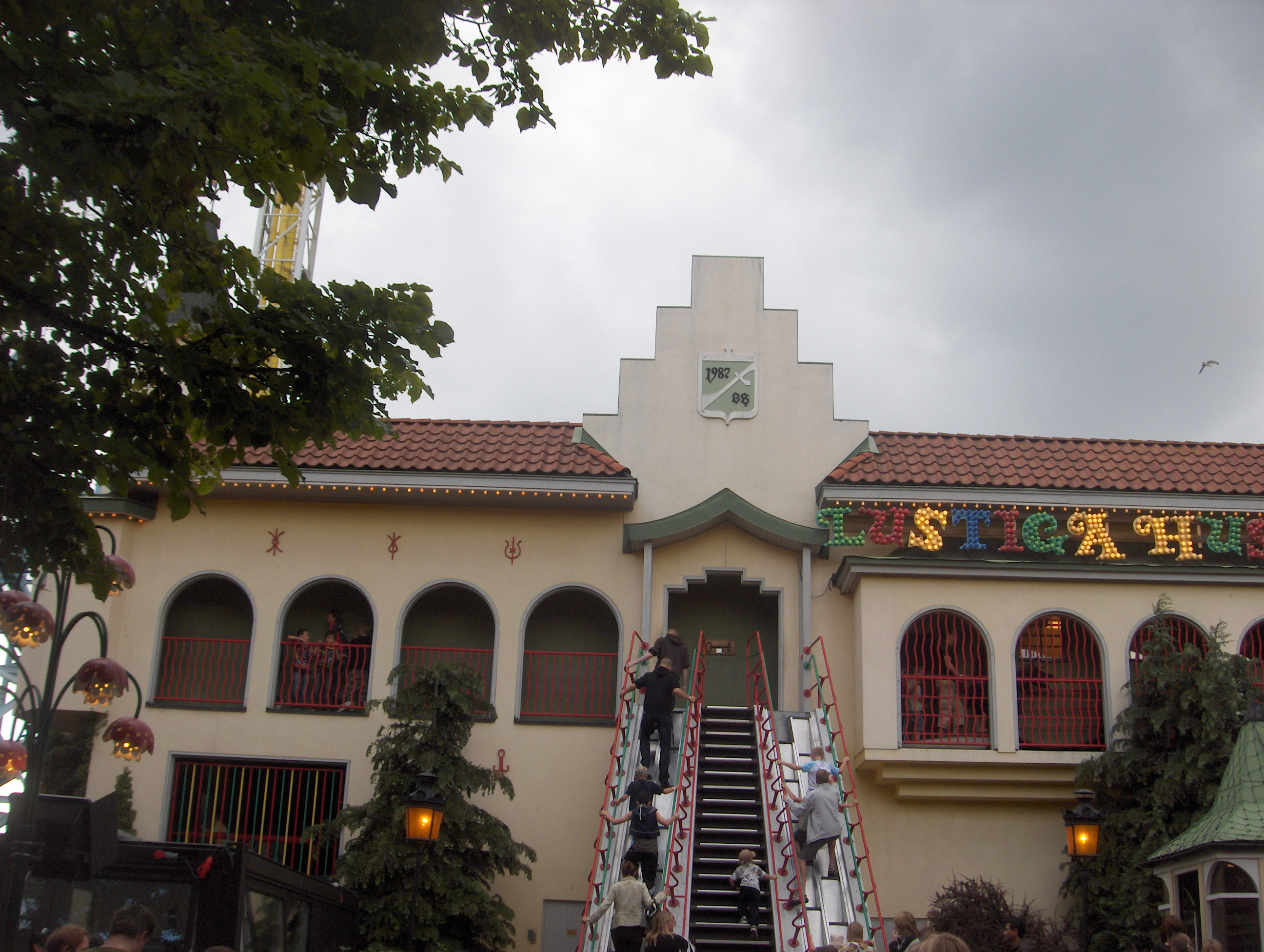
Lustiga Huset sett framifrån, med dess trappor i mitten.

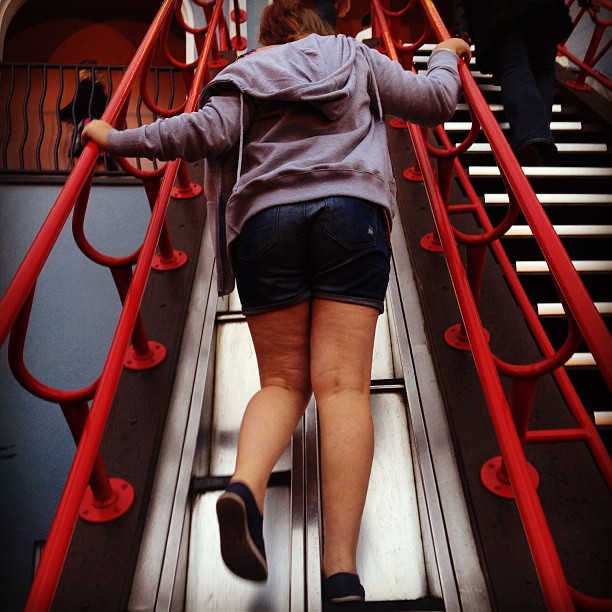
Trapporna vid ingången till Lustiga Huset.

Lustiga Huset är en besöksattraktion på Gröna Lund som ursprungligen byggdes 1917.
Huset innehåller snäva rum, vinklade korridorer, snurrande golv med mera. Besöket avslutas med en tur på "flygande mattan", som tar besökaren cirka 15 meter ner längs en bana i en tunnel. Den som inte vill åka eller inte orkar köa till flygande mattan kan gå ned för vanliga trappor i stället. Lustiga Huset har enligt Gröna Lund stått modell för liknande besöksattraktioner i världen.
Den 24 november 1985 härjades Gröna Lund av en brand där bland annat Lustiga Huset förstördes helt. Under de kommande två åren byggdes anläggningen åter upp i det skick det var innan eldsvådan, men helt spegelvänt.